# تیپتو (ترانه)
«تیپتو» (انگلیسی: Tiptoe) ترانه‌ای است که توسط گروه موسیقی راک آمریکایی ایمجین درگنز برای اولین آلبوم استودیویی‌شان، دیدهای شبانه ضبط شده است. این ترانه در ۴ سپتامبر ۲۰۱۲ منتشر شد.